# Frullania brunnea
Frullania brunnea là một loài rêu tản trong họ Jubulaceae. Loài này được (Spreng.) Spreng. miêu tả khoa học lần đầu tiên năm 1845.